# Henry Montagu Butler
Pour les articles homonymes, voir Butler.
Henry Montagu Butler (2 juillet 1833 - 14 janvier 1918) est un pasteur anglican et un universitaire britannique. Il est directeur de la Harrow School (1860–85), doyen de Gloucester (1885–86) et principal du Trinity College de Cambridge (1886– 1918).

## Jeunesse
Henry Butler est le quatrième fils de George Butler, principal de Harrow School et plus tard doyen de Peterborough, et de sa femme Sarah Maria Gray.
Il fait ses études à Harrow et au Trinity College de Cambridge, où il obtient son diplôme en 1851. À Cambridge, il remporte la médaille Browne en 1853 et 1854, la médaille Camden et le prix Porson en 1854. Il est élu président de la société de débat de l'université, la Cambridge Union (en), pour le mandat semestriel de la Saint-Michel, en 1855. Il est diplômé BA en tant que classique senior en 1855, MA 1858, DD 1865 .
Nommé fellow de Trinity en 1855, Butler y est tuteur jusqu'en 1859. Il est ensuite ordonné diacre et pasteur anglican en 1859.

## Carrière
Comme son père, Butler est principal de la Harrow School (1860 à 1885) qu'il modernise.
Il est brièvement doyen de Gloucester de 1885 à 1886, puis il est nommé en 1886 « master » (c'est-à-dire principal) du Trinity College de Cambridge, fonction qu'il occupe jusqu'en 1918. Il est vice-chancelier de l'université de 1889 à 1890.
Butler est l'auteur de la célèbre hymne, Lift Up Your Hearts! (en) en 1881. Il meurt à Cambridge le 14 janvier 1918.

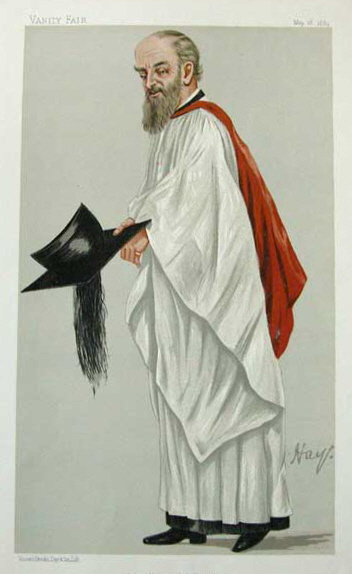
Caricature de Hay dans Vanity Fair
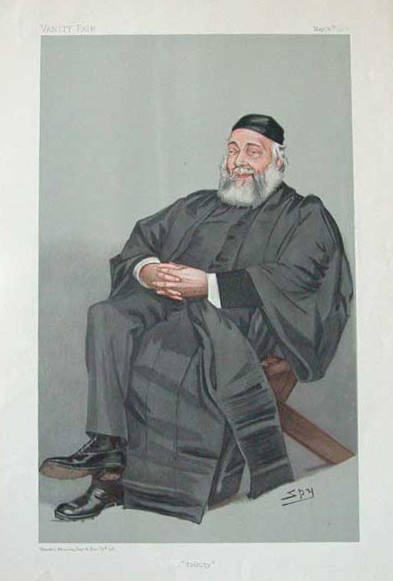
"Trinité". Caricature de Spy publiée dans Vanity Fair en 1903.

## Famille
Butler se marie deux fois. Le 19 décembre 1861, il épouse Georgina Isabella Elliot (1839–1883), le couple a cinq enfants :
- Agnes Isabel Butler (1865-1949), mariée à Edmund Whytehead Howson
- Edward Montagu Butler (1866-1948), joueur de cricket de première classe et père du médaillé d'or olympique Guy Butler
- Édith Violet Butler (1869–1887)
- Arthur Hugh Montagu Butler (1873–1943), bibliothécaire de la Chambre des lords
- Gertrude Maud Butler (1880–1933), épouse Bernard Morley-Fletcher [3]

Il se remarie, en août 1888 à St George's de Hanover Square, à l'âge de 55 ans, à Agnata Frances Ramsay (1867-1931), une étudiante de lettres classiques de Cambridge âgée de 21 ans qui, en 1887, obtient les meilleures notes aux tripos classiques. Ils ont trois enfants :
- Sir James Ramsay Montagu Butler (en) (1889-1975), homme politique
- Gordon Kerr Montagu Butler (1891-1916), tué au combat pendant la Première Guerre mondiale
- Sir Nevile Montagu Butler (1893-1973), diplomate